# Libble Rabble
Libble Rabble (リブルラブル?, Riburu Raburu) è un videogioco arcade di genere rompicapo, sviluppato e pubblicato nel 1983 dalla Namco solo in Giappone. In esso vede il giocatore usare due frecce colorate, Libble e Rabble, per avvolgerle attorno a dei pioli e circondare piccole creature chiamate Mushlin per "raccoglierle" prima che il tempo scada.
Il titolo nacque dalla mente di Tōru Iwatani, creatore del celeberrimo Pac-Man. Egli lo concettualizza basandosi su un'esperienza che ha avuto in una discoteca affollata nei primi anni '80, dove si immaginava di usare delle corde per legare le persone e buttarle via. È stato anche ispirato da un gioco a cui giocava durante la sua infanzia, che consisteva nel legare delle corde attorno a dei corti pali di metallo conficcati nel terreno.
Ebbe tre conversioni per le seguenti piattaforme: Super Famicom, Sharp X68000 e FM Towns Marty. È stato emulato per la prima volta - ed è tuttora presente - nell'antologia di Hamster Corporation Arcade Archives per PlayStation 4 e Nintendo Switch.

## Modalità di gioco
In Libble Rabble vengono controllate due "frecce", una rossa (Libble) e una blu (Rabble) con una linea tesa tra di loro. L'obiettivo è avvolgere la linea attorno ai pali e circondare i Mushlin e i nemici con essa. Il giocatore può chiudere i loop da solo (il che vale più punti per i Mushlin) o spostare entrambe le frecce sullo stesso bordo dello schermo. Una "stagione" è completa quando tutti i Mushlin sono stati raccolti.
Lungo il percorso, appariranno vari nemici che cercheranno di fermare le due frecce. I più comuni sono quattro piccole creature incappucciate (Hobblin), che iniziano ogni stagione negli angoli. Se il giocatore cattura i nemici in un loop, verranno mandati in cima allo schermo per un breve periodo di tempo. Appariranno anche altre creature come palle di fuoco (Killers), scintille (Changers) e demoni (Demons). Questi possono essere uccisi chiudendo un loop attorno a loro. A volte, appaiono nemici simili a forbici (Shears) e se attraversano la linea del giocatore, la tagliano. Se la linea del giocatore viene mai tagliata da Shears o Demons, ne viene creata una nuova all'istante: direttamente tra le due frecce.
Ogni tanto, quando il giocatore chiude una linea, scatta un rilevatore che indica che l'area da lui chiusa contiene uno scrigno del tesoro da qualche parte. Per scoprire effettivamente lo scrigno, il giocatore deve circondare un'area abbastanza piccola che copra solo lo scrigno e nessun altro possibile nascondiglio. Il gioco guida il giocatore lungo quel passaggio, prima sfidandolo a scoprire uno scrigno all'inizio del gioco (e poi rivelando le posizioni degli scrigno nelle prime due stagioni). Quando il giocatore scopre effettivamente uno scrigno, usciranno sei creature bonus (Topcups), che poi si dirigeranno verso i bordi. Lui deve catturarle con la linea e poi chiudere il cerchio per ottenere il bonus per loro: significano lettere bonus. Se il giocatore riesce a completare una parola, la stagione viene automaticamente cancellata e il giocatore passa a una fase bonus in cui deve cercare di scoprire e raccogliere forzieri (per raccogliere un forziere, il giocatore deve chiudere un anello attorno a un forziere aperto) entro un limite di tempo.
Viene perduta una vita se una delle varie creature tocca una delle frecce o se esaurisce il tempo (il bordo funge da timer e può essere aggiunto tempo extra facendo girare Mushlin e piante). La partita finisce una volta che le vite verranno esaurite.

## Accoglienza
In Giappone, la rivista Game Machine elencò Libble Rabble nel numero del 15 gennaio 1984 come la seconda nuova unità arcade di maggior successo del mese.